# Olga Åberg
Olga Henriette Evelina Åberg, född 17 augusti 1848 i Helsingfors, död 12 juni 1923, var en finlandssvensk målare.
Hon var dotter till översten Albert Theodor Synnerberg och Eva Carolina Augusta Bergenstråle och från 1888 gift med Henrik Åberg. Hon var verksam som akvarellmålare. Största delen av hennes produktion återfinns i Argentina.